# Homer Jacobson
Homer Jacobson (* 27. November 1922 in Cleveland, Ohio) ist ein ehemaliger US-amerikanischer Professor für Chemie am Brooklyn College, New York.
1955 – zwei Jahre nach dem Miller-Urey-Experiment – hatte Jacobson in der Zeitschrift „American Scientist“ einen Artikel mit dem Titel "Information, Reproduction and the Origin of Life" veröffentlicht. In diesem Artikel behauptete er ohne Belege, dass Blitze als Ursache für biochemische Prozesse auszuschließen seien.
2007 wurde Jacobson durch eine Recherche in Google darauf aufmerksam, dass sein zwischenzeitlich von ihm vergessener Artikel von als Kreationisten bezeichneten fundamentalistisch-religiösen Wissenschaftsgegnern als Beleg gegen die Evolution zitiert wurde. Er zog daraufhin seine unbelegte und nach heutigem Kenntnisstand unzutreffende Aussage zurück. Ferner bat Jacobson die Redaktion von American Scientist um Rücknahme dieser und noch einer weiteren Passage aus seiner Veröffentlichung von 1955.

## Veröffentlichungen
- "Virustat, a Device for Continuous Production of Viruses," Applied Microbiology, 14(6): 940–952 (1966 November) with Leslie S. Jacobson.
- "The informational content of mechanisms and circuits," Information and Control, 2(3):285-296, September 1959.
- "On Models of Reproduction," American Scientist 46(1958):255-284.
- "Information, Reproduction and the Origin of Life," American Scientist, p. 125 (January 1955)
  - Retraction of two passages: Letter to the editor, American Scientist (November-December 2007); see also Cornelia Dean:  ’55 ‘Origin of Life’ Paper Is Retracted, New York Times, 25. Oktober 2007
- "The Informational Capacity of the Human Eye," Science 113:292-293 (March 16, 1951).
- "The Informational Capacity of the Human Ear," Science 112:143-144 (August 4, 1950).